# فلات آلازیا
فلات آلازیا (روسی: Алазейское плоскогорье) یک فلات در استان یاقوتستان کشور روسیه است.